# Synagoga Zeliga Rajbenbacha w Łodzi (ul. Południowa 21)
Synagoga Zeliga Rajbenbacha w Łodzi – prywatny dom modlitwy znajdujący się w Łodzi przy ulicy Południowej 21, obecnie Rewolucji 1905 roku.
Synagoga została zbudowana w 1894 roku z inicjatywy Zeliga Rajbenbacha. Mogła ona pomieścić 30 osób. W 1898 synagoga została przeniesiona do nowego lokalu na Kamiennej 13.